# Areca oxycarpa
Areca oxycarpa är en enhjärtbladig växtart som beskrevs av Friedrich Anton Wilhelm Miquel. Areca oxycarpa ingår i släktet Areca och familjen Arecaceae. Inga underarter finns listade i Catalogue of Life.